# Quatertemperdagen
Quatertemperdagen zijn in de Katholieke Kerk dagen van bezinning, gebed en vasten die vallen in de vier seizoenen.

## Oorsprong
Bepaalde woensdagen, donderdagen en vrijdagen als dagen van gebed (en boete) met betrekking tot de oogst werden al vroegtijdig verbonden met het begin van elk van de vier jaargetijden. Omwille van deze vier tijden (quattuor tempora) kregen deze dagen de benaming quatertemperdagen. De quatertemperdagen van het voorjaar kwamen zo samen te vallen in de veertigdaagse vastentijd voor Pasen.
Het ontstaan van de quatertemperdagen heeft men weleens willen verklaren door een kerstening van heidense feesten, waarbij de goden werden aangeroepen voor de vruchtbaarheid van de aarde. Men heeft waarschijnlijk ook rekening gehouden met de vastentijden van de Joden in de vierde, vijfde, zevende en tiende maand.

## De quatertemperdagen in deTridentijnse liturgie
Tot 1969 in de gehele Katholieke Kerk en thans bij katholieke gelovigen die de buitengewone vorm van de Romeinse ritus gebruiken, vallen de quatertemperdagen als volgt:
- lente: woensdag, vrijdag en zaterdag na Invocabit, de eerste zondag van de Veertigdagentijd
- zomer: woensdag, vrijdag en zaterdag na Pinksteren
- herfst: woensdag, vrijdag en zaterdag na Kruisverheffing (14 september)
- winter: woensdag, vrijdag en zaterdag na de gedachtenis van Sint Lucia (13 december).

Het zijn vastendagen en boetedagen (vroeger verplicht, nadien aanbevolen), zelfs de quatertemperdagen in het octaaf van Pinksteren omdat in dezelfde week, op quatertemperzaterdag van Pinksteren, traditioneel meestal de hogere wijdingen werden toegediend en voor zulk een belangrijke aangelegenheid vroeg de Kerk om genaden af te smeken door gebed, onthouding en vasten (zie Dom Prosper Guéranger in "Het Liturgische Jaar").

## De quatertemperdagen in de nieuwe liturgie
Bij de liturgiehervorming van 1969 die volgde op het Tweede Vaticaans Concilie (1962-1965) werd de viering van bijzondere vasten- en gebedsdagen niet meer algemeen voorgeschreven in het Romeins Missaal, maar overgelaten aan de lokale bisschoppenconferenties. In Nederland raakten ze in de periode na 1969 in onbruik.
In 2005 hebben de Nederlandse bisschoppen besloten de quatertemperdagen opnieuw in te voeren in Nederland.  Ze zijn als facultatieve dagen aan de kalender toegevoegd.
Voor elk seizoen hebben zij een woensdag aangewezen:
- lente: tweede woensdag in maart. Dit valt samen met de protestantse Biddag voor Gewas en Arbeid. Aanbevolen wordt om in het bijzonder te bidden voor de eenheid onder de christenen.
- zomer: woensdag na Pinksteren. Aanbevolen wordt om te bidden voor de geestelijkheid. De zaterdag na Pinksteren wordt vaak als wijdingsdag gebruikt.
- herfst: de eerstvolgende woensdag na het feest van Kruisverheffing (14 september). Aanbevolen wordt om te danken voor de oogst en te bidden voor de vrede.
- winter: de eerstvolgende woensdag na het feest van de Heilige Andreas (30 november).

Bij de herinvoering van de quatertemperdagen in 2005 werd door de bisschoppen eveneens opnieuw de aandacht gevestigd op de kruisdagen.